# Hockey sul ghiaccio al XV Festival olimpico invernale della gioventù europea - Torneo maschile
Il torneo maschile di hockey su ghiaccio al XV Festival olimpico invernale della gioventù europea  si è svolto dal 13 al 17 dicembre 2021 alla Kajaanin jäähalli di Kajaani in Finlandia.

## Risultati

### Gruppo Unico
| Squadra     | Punti | PG | V | VOT | POT | P | GF | GS | DG  |
| ----------- | ----- | -- | - | --- | --- | - | -- | -- | --- |
| Finlandia   | 12    | 4  | 4 | 0   | 0   | 0 | 18 | 8  | +10 |
| Bielorussia | 8     | 4  | 2 | 1   | 0   | 1 | 8  | 9  | -1  |
| Russia      | 7     | 4  | 2 | 0   | 1   | 1 | 11 | 8  | +3  |
| Rep. Ceca   | 3     | 4  | 1 | 0   | 0   | 3 | 16 | 14 | +2  |
| Lettonia    | 0     | 4  | 0 | 0   | 0   | 4 | 5  | 19 | -4  |

#### Partite
| Kajaani 13 dicembre 2021, ore 15:00 | Russia | 4 – 2 (2-0, 0-1, 2-1) referto | Rep. Ceca | Kajaanin jäähalli |

| Kajaani 13 dicembre 2021, ore 18:30 | Finlandia | 5 – 1 (3-0, 0-0, 2-1) referto | Lettonia | Kajaanin jäähalli |

| Kajaani 14 dicembre 2021, ore 15:00 | Rep. Ceca | 9 – 3 (3–1, 3–0, 3–2) referto | Lettonia | Kajaanin jäähalli |

| Kajaani 14 dicembre 2021, ore 18:30 | Russia | 1 – 2 (0–0, 0–1, 1–0, 0-1 OT) referto | Bielorussia | Kajaanin jäähalli |

| Kajaani 15 dicembre 2021, ore 15:00 | Lettonia | 0 – 3 (0-0, 0-3, 0-0) referto | Russia | Kajaanin jäähalli |

| Kajaani 15 dicembre 2021, ore 18:30 | Bielorussia | 1 – 5 (0–0, 0–3, 1–2) referto | Finlandia | Kajaanin jäähalli |

| Kajaani 16 dicembre 2021, ore 15:00 | Lettonia | 1 – 2 (1–0, 0–0, 0–2) referto | Bielorussia | Kajaanin jäähalli |

| Kajaani 16 dicembre 2021, ore 18:30 | Rep. Ceca | 3 – 4 (1–1, 0–2, 2–1) referto | Finlandia | Kajaanin jäähalli |

| Kajaani 17 dicembre 2021, ore 15:00 | Bielorussia | 3 – 2 (1–1, 1–1, 1–0) referto | Rep. Ceca | Kajaanin jäähalli |

| Kajaani 17 dicembre 2021, ore 18:30 | Finlandia | 4 – 3 (2–1, 2–0, 0–1) referto | Russia | Kajaanin jäähalli |

## Classifica
| Pos. | Squadra     |
| ---- | ----------- |
| 1    | Finlandia   |
| 2    | Bielorussia |
| 3    | Russia      |
| 4    | Rep. Ceca   |
| 5    | Lettonia    |